# 龍鳳大雙胞
《龍鳳大雙胞》（英語：Jack and Jill）是一部2011年美國喜劇電影，由丹尼斯·杜根執導。亞當·山德勒在片中同時扮演雙胞胎兄妹Jack與Jill。本片上映後受到大量負評，爛番茄給予其3%的分數，評價其「從任何方面都無法推薦」。在第32屆金酸莓獎中，《龍鳳大雙胞》贏得所有十個獎項。

## 外部連結
- 官方网站
- 互联网电影数据库（IMDb）上《龍鳳大雙胞》的资料（英文）
- Box Office Mojo上《龍鳳大雙胞》的資料（英文）
- Metacritic上《龍鳳大雙胞》的資料（英文）
- 爛番茄上《龍鳳大雙胞》的資料（英文）
- TCM电影资料库上《龍鳳大雙胞》的资料（英文）